# Ganadería extensiva

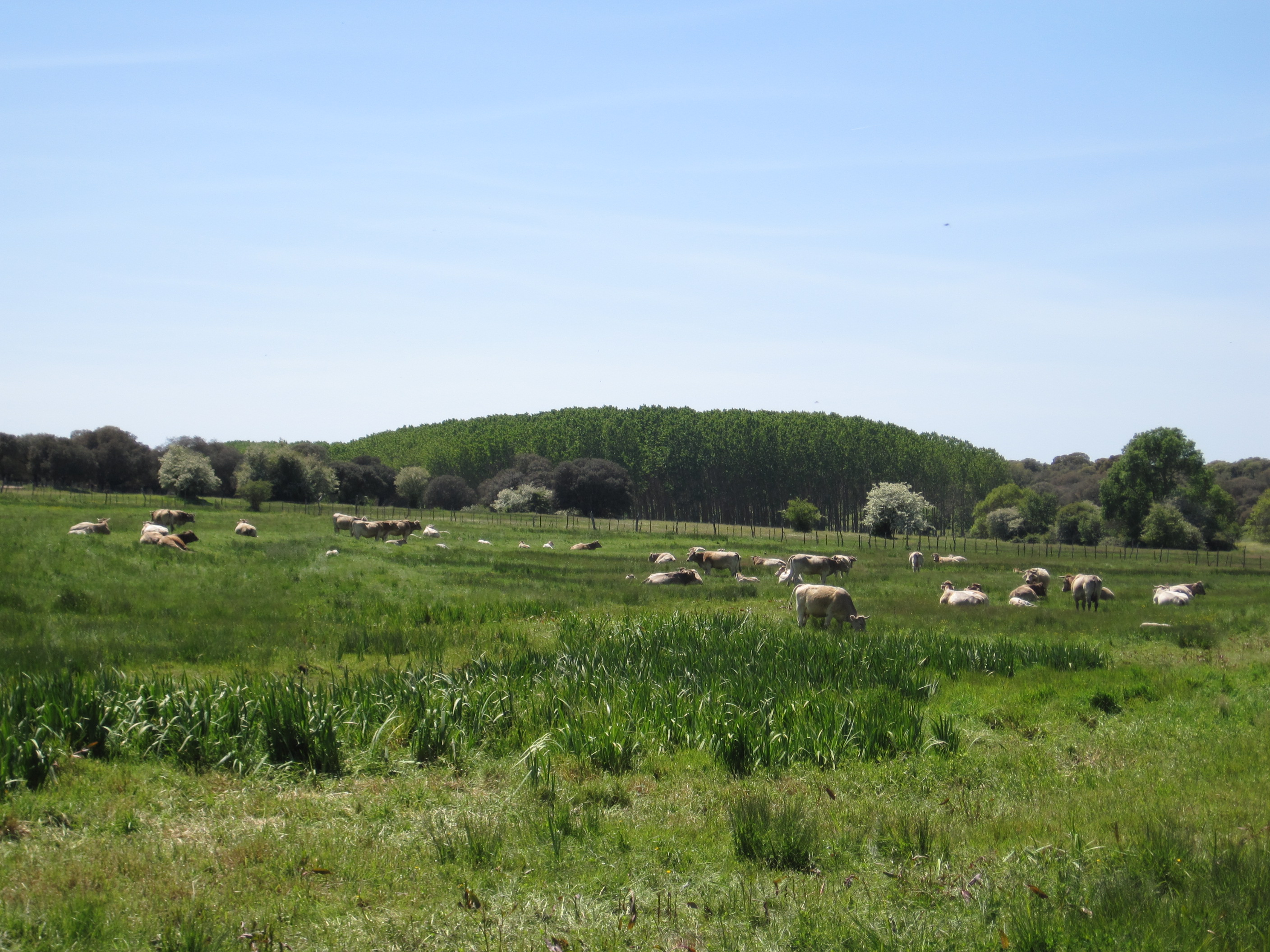
Ejemplo de ganadería vacuna extensiva en la comarca de Tierra del Pan, Zamora.

La ganadería extensiva es aquella que aprovecha eficientemente los recursos naturales del territorio, con una baja utilización de insumos externos y principalmente mediante pastoreo.

## Especies adaptadas al territorio
En general, se caracteriza por el empleo de especies y razas de ganado adaptadas al territorio, el aprovechamiento de pastos diversos ajustándose a su disponibilidad espacial y temporal, y el respeto del medio en el que se sustenta. En efecto, los sistemas extensivos se basan principalmente en el pastoreo de ecosistemas naturales modificados por el hombre, configurando agroecosistemas y están sometidos a los ciclos naturales.

## Ganadería sostenible y ecológica

El logotipo orgánico de la UE identifica los productos de origen orgánico.

Dentro de la ganadería extensiva podríamos incluir a la ganadería sostenible o ecológica, que es la ganadería perdurable en el tiempo y que mantiene un nivel de producción sin perjudicar al medio ambiente o al ecosistema. La ganadería sostenible se incluye dentro del concepto de desarrollo sostenible. En todo caso, tanto la ganadería extensiva como la intensiva tienen impactos sobre el medio ambiente y el cambio climático.

## Aprovechamiento de pastos y conservación del medio
Generalmente, las explotaciones ganaderas extensivas aprovechan a diente todo tipo de pastos: prados, pastizales, hierbas y rastrojos; propios, ajenos o comunales, de forma permanente o temporal. Esta actividad económica es esencial para el territorio y la sociedad, ya que no solo genera productos de calidad, sino también configura paisajes, ayuda a controlar los incendios forestales, regula los ciclos del agua y la calidad del suelo, ayuda a potenciar la biodiversidad y a conservar el patrimonio cultural y la identidad territorial.

## Ventajas e inconvenientes de la ganadería extensiva

### Ventajas de la ganadería extensiva
- Requieren un escaso aporte de energía fósil, en ocasiones se requiere 0,1 kilojulio o menos para obtener 1 kilojulio de alimento en la mesa del consumidor. Mayor eficiencia energética global.[3]
- Contribuyen a mantener los agroecosistemas de los que forman una parte esencial, manteniendo los agroecosistemas naturales del entorno, como la biodiversidad.[4]
- Previenen los incendios forestales mediante el control arbustivo, la reducción de biomasa combustible, etc.
- Aprovechan pastos naturales que solo mediante el pastoreo y la ganadería extensiva pueden transformarse en alimentos para el ser humano.
- Menor dependencia de productos agrícolas como cereales, soja, etc.
- Dinamiza la economía rural y fija su población.[5]
- Proporciona un mayor bienestar a los animales.[5]

### Inconvenientes de la ganadería extensiva
- Menor control del ambiente en que se desenvuelven los animales y dependencia de los ciclos climáticos.
- Menor productividad por unidad de superficie.
- No puede ajustarse fácilmente a la demanda de los consumidores.
- No puede proporcionar productos tan homogéneos como solicita la distribución y el mercado de las grandes superficies comerciales.
- En determinados territorios, por ejemplo Latinoamérica, la ocupación de la ganadería extensiva de zonas boscosas puede perjudicar al medio ambiente reduciendo la cantidad de bosques y biodiversidad.[6]